# Brian Orser
Brian Ernest Orser (sinh ngày 18 tháng 12 năm 1961) là cựu vận động viên trượt băng nghệ thuật chuyên nghiệp và cạnh tranh người Canada và là huấn luyện viên cho các nhà vô địch Thế vận hội. Ông là người giành huy chương bạc Olympic 1984 và 1988, vô địch thế giới 1987 và vô địch quốc gia Canada 8 lần (1981-88). Tại Thế vận hội Mùa đông 1988, cuộc so tài giữa Orser và vận động viên trượt băng nghệ thuật người Mỹ Brian Boitano đã thu hút sự chú ý của giới truyền thông và được mô tả là "Battle of the Brians".
Orser chuyển sang chuyên nghiệp năm 1988 và trượt băng ở Stars on Ice trong gần 20 năm. Với tư cách là một huấn luyện viên, ông đã dẫn dắt cả Yuna Kim (2010) và Hanyu Yuzuru (2014, 2018) vô địch Olympic. Ông cũng huấn luyện Javier Fernández giành huy chương đồng Olympic (2018) và vô địch thế giới (2015, 2016). Ông là huấn luyện viên trượt băng tại Toronto Cricket Skating and Curling Club.

## Đầu đời
Brian Orser sinh ra ở Belleville, Ontario. Ông lớn lên ở Penetanguishene. Ông là con út trong gia đình có 5 người con.

## Sự nghiệp trượt băng
Orser giành chức vô địch quốc gia đầu tiên ở cấp độ Novice vào năm 1977. Mùa giải tiếp theo, ông thi đấu tại giải Thiếu niên Thế giới và đứng thứ 4, sau đối thủ Brian Boitano. Ông có thêm một danh hiệu vô địch quốc gia ở cấp độ Thiếu niên vào năm 1979.
Năm 1980, ông chuyển lên cấp độ tưởng thành. Ông giành huy chương đồng tại cuộc thi quốc tế đầu tiên ở cấp độ trưởng thành Vienna Cup, sau đó đứng thứ 4 tại giải vô địch quốc gia Canada. Đây là lần cuối cùng ông không được đứng lên bục huy chương tại giải quốc gia.
Mùa giải sau Olympic 1980-1981, Orser bắt đầu ghi dấu ấn với trượt băng thế giới. Ông giành huy chương bạc tại Nebelhorn Trophy, đứng thứ 6 tại Skate Canada và lần đầu tiên vô địch quốc gia (trong tổng cộng 8 lần vô địch). Ông đứng thứ 6 trong lần đầu ra mắt tại Giải vô địch thế giới. Mùa giải tiếp theo, ông giành huy chương đầu tiên tại Skate Canada và vươn lên vị trí thứ 4 tại Giải vô địch thế giới. Lần đầu tiên ông giành huy chương tại Giải vô địch thế giới là huy chương đồng năm 1983, giúp ông có vị trí tốt trong mùa giải Olympic 1983-1984.
Orser trở thành vận động viên nam thứ 2 đáp thành công cú nhảy triple Axel (3A) khi ông biểu diễn nó và giành chức vô địch quốc gia Canada cấp độ thiếu niên năm 1979, vào thời điểm mà một số vận động viên ở cấp độ trưởng thành thậm chí đang nỗ lực thử nhảy 3A. Trong vài năm sau đó, Orser thực hiện cú nhảy thường xuyên và chắc chắn hơn bất kì vận động viên nào vào thời điểm đó. Orser trở thành vận động viên nam đầu tiên hạ đáp thành công triple Axel tại Olympic trong bài thi tự do tại Thế vận hội Mùa đông 1984. Ông giành huy chương bạc sau Scott Hamilton và một lần nữa giành huy chương bạc tại Giải vô địch thế giới 1984, sau Hamilton. Vị trí thấp của Orser ở phần thi "khắc hình trên băng" (compulsory figures) đã ngăn cản ông giành 2 chức vô địch.
Trong mùa giải 1984–1985, sau khi Hamilton giải nghệ, Orser dường như sẵn sàng trở thành một nhà vô địch thống trị. Tuy nhiên tại giải vô địch thế giới, ông đứng thứ 2 sau Alexander Fadeev, người cũng nhảy triple Axel trong bài thi của mình. Orser quyết định bắt đầu với 2 cú nhảy Axel, không chỉ 1 trong bài thi tự do để tạo cho mình lợi thế trước Fadeev. Ông cuối cùng đã vô địch thế giới vào năm 1987. Tại cuộc thi đó, ông trở thành vận động viên trượt băng đầu tiên tại Giải vô địch thế giới đáp thành công 2 cú nhảy triple Axel trong bài thi tự do, tổng cộng 3 cú nhảy trong cuộc thi.
Bước vào Olympic 1988, Orser đã làm việc với một nhà tâm lí học thể thao về hình ảnh trực quan. Ông và Brian Boitano bị đẩy vào "Battle of the Brians" (tạm dịch: Cuộc đối đầu của các Brian). Orser đã bất bại trong mùa giải 1986–1987 và chưa thua trận nào kể từ khi thua Boitano tại Giải thế giới 1986. Tại Thế vận hội, Orser là người cầm cờ cho đội Canada tại lễ khai mạc. Ông đứng thứ 3 trong phần thi "khắc hình trên băng", đứng thứ nhất phần thi ngắn, thứ 2 phần thi tự do và giành huy chương bạc chung cuộc. Brian Boitano giành huy chương vàng, dẫn trước Orser với 0.10 điểm.
Ông lại giành huy chương bạc tại Giải thế giới 1988, sau khi chiến thắng phần thi tự do. Orser chuyển sang chuyên nghiệp mùa giải sau đó. Ông đã không rời khỏi bục huy chương trong bất kì cuộc thi nào kể từ năm 1982. Trong suốt sự nghiệp thi đấu của mình, ông đuọc đào tạo tại Mariposa School of Skating, ban đầu nằm ở Orillia, Ontario sau đó di chuyển đến Barrie, Ontario năm 1988. Một nhà thi đấu ở Orillia được đổi tên thành Orser vào năm 1984.

## Sự nghiệp trượt băng chuyên nghiệp
Orser bắt đầu lưu diễn với Stars on Ice từ năm 1988, ngay sau khi kết thúc sự nghiệp thi đấu. Ông đã lưu diễn cùng Star on Ice trong vòng 20 năm, lần cuối cùng vào năm 2007.
Orser đóng vai chính trong một bộ phim trượt băng năm 1990 của Đức Carmen on Ice, cùng với Brian Boitano và Katarina Witt. Bộ phim kể về câu chuyện của Carmen (không lời) thông qua bộ môn trượt băng; Orser đã đóng vai Escamillo.
Orser biểu diễn trong nhiều chương trình biểu diễn trên băng (ice show) và nổi tiếng trong các buổi diễn thương mại như một trong số ít người có thể thực hiện động tác lộn ngược. Không may vào năm 2007, Ông bị gãy cổ tay khi đang bước lùi rời khỏi mặt băng. Kể từ đó ông quyết định không nhào lộn nữa và giảm đáng kể việc tham gia các ice show.

## Sự nghiệp huấn luyện

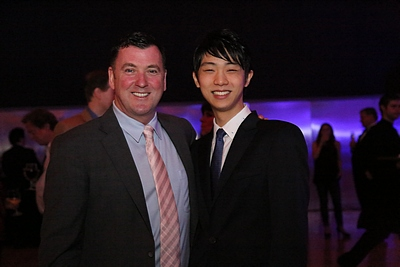
Orser với Hanyu Yuzuru năm 2015.

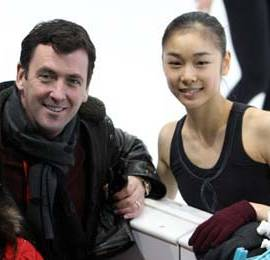
Orser với Yuna Kim năm 2007.

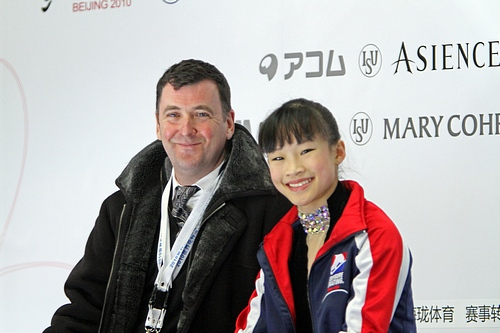
Orser với Christina Gao năm 2010.

Ông là huấn luyện viên trưởng tại Toronto Cricket Skating and Curling Club cùng với Tracy Wilson.
Các học trò hiện tại của ông bao gồm: 
- Cha Jun-hwan – bắt đầu huấn luyện từ tháng 3 năm 2015, Orser đã huấn huyện anh giành chức vô địch  Bốn châu lục 2022 và huy chương đồng Chung kết Grand Prix Trượt băng nghệ thuật 2018
- Jason Brown – bắt đầu huấn luyện từ mùa hè năm 2018, dẫn dắt anh giành huy chương bạc Bốn châu lục 2020.[6]
- Conrad Orzel – bắt đầu huấn luyện từ mùa hè năm 2019
- Rika Kihira – ban đầu dự định huấn luyện vào tháng 7 năm 2020, nhưng do Đại dịch COVID-19 nên họ không thể huấn luyện trực tiếp đến tháng 9 năm 2021.[7][8]

Học trò cũ của ông bao gồm: 
- Hanyu Yuzuru[9] – Từ tháng 4 năm 2012 [10][11] đến 2022 khi Hanyu giải nghệ, dẫn dắt anh vô địch Olympic 2014 và 2018, Vô địch thế giới 2014 và 2017, vô địch Bốn châu lục 2020 và bốn lần liên tiếp vô địch Chung kết Grand Prix Trượt băng nghệ thuật từ 2013–2016.
- Evgenia Medvedeva – bắt đầu huấn luyện từ tháng 6 năm 2018, dẫn dắt cô giành huy chương đồng tại Giải vô địch thế giới 2019. Orser huấn luyện cô đến tháng 9 năm 2020.
- Ekaterina Kurakova – bắt đầu huấn luyện từ tháng 12 năm 2018 đến tháng 9 năm 2021
- Gabrielle Daleman[12] – bắt đầu huấn luyện vào mùa xuân năm 2015, dẫn dắt cô giành huy chương đồng tại giải vô địch thế giới 2017
- Michaela Du Toit – bắt đầu huấn luyện từ năm 2012 [13][14]
- Elizabet Tursynbayeva – từ 2013 đến tháng 6 năm 2018.
- Fedor Andreev[15] – bắt đầu huấn huyện anh từ mùa thu năm 2007 (Andreev kể từ đó chuyển sang ice dancing).
- Sean Carlow[16] – năm 2007 và 2008.
- Alaine Chartrand[17] – part-time, từ tháng 8 năm 2014.
- Phoebe Di Tommaso[18] năm 2007 và 2008.
- Christina Gao[19] – từ 2009 đến 2012, dẫn dắt cô giành huy chương đồng Junior Grand Prix Final 2009.
- Javier Fernández[20] – từ giữa năm 2011,[10][21] dẫn dắt anh giành huy chương đồng Thế vận hội Mùa đông 2018, vô địch thế giới 2015 và 2016, 7 lần vô địch Châu Âu (2013–2019).
- Elene Gedevanishvili – từ giữa năm 2011 đến mùa hè năm 2013,[21][22] đãn dắt cô giành huy chương đồng giải vô địch Châu Âu 2012.
- Stephen Gogolev – Huấn luyện anh vô địch Grand Prix Final thiếu niên khi chỉ mới 13 tuổi[23]
- Joshi Helgesson – bắt đầu huấn luyện cô năm 2016.[24]
- Yuna Kim[25] – Từ tháng 3 năm 2007 đến tháng 8 năm 2010,[26] dẫn dắt cô vô địch thế giới 2009 và vô địch Olympic 2010.
- Rachel Kirkland / Eric Radford[27] – 2005 đến 2009.
- Kwak Min-jeong[28] – từ tháng 2 đến tháng 8 năm 2010.[29]
- Sonia Lafuente – từ tháng 10 năm 2013 đến năm 2014.[30][31][32]
- Rylie McCulloch-Casarsa[33] – từ 2006 đến 2011.
- Nam Nguyen – từ mùa hè năm 2012 đến mùa xuân năm 2016, dẫn dắt anh vô địch thiếu niên thế giới năm 2014.
- Adam Rippon[34] – tháng 12 năm 2008 đến tháng 3 năm 2010.[35]
- Yun Yea-ji[36] – làm việc với cô từ mùa hè 2008 và mùa hè 2009 đến tháng 9 năm 2010.

## Giải thưởng và vinh danh
Orser được ghi tên là thành viên của Order of Canada năm 1985 và thăng cấp lên Officer năm 1988.
Orser cùng với 2 bạn diễn của mình  thắng Giải Emmy cho màn trình diễn trong Carmen on Ice sau khi bộ phim được chiếu trên HBO.
Orser được ghi tên vào các Đại sảnh Danh vọng sau:
- Đại sảnh Danh vọng Thể thao Canada, 1989
- Đại sảnh Danh vọng Olympic Canada, 1995
- Đại sảnh Danh vọng Thể thao Midland (Ontario), 1998
- Đại sảnh Danh vọng Thể thao Penetanguishene, 2003
- Đại sảnh Danh vọng Trượt băng nghệ thuật Thế , 2009[38]
- Đại sảnh Danh vọng Thể thao Ontario, 2012[39]

## Đời sống cá nhân
Orser là người đồng tính nam công khai. Ông buộc phải tiết lộ xu hướng tình dục của mình vào tháng 11 năm 1998 khi người bạn đời cũ của ông kiện ông về phân chia tài sản. Orser ban đầu lo sợ việc tiết lộ ông là người đồng tính sẽ hủy hoại sự nghiệp của mình, nhưng từ đó ông đã nhận được sự ủng hộ từ các vận động viên trượt băng khác và công chúng. Từ năm 2008, ông đã có mối quan hệ với Rajesh Tiwari, giám đốc của The Brian Orser Foundation. Lễ cưới của họ được thi hành bởi Harvey Brownstone - thẩm phán đồng tính nam công khai đầu tiên của Canada.

## Bài thi
| Mùa giải  | Bài thi ngắn                       | Bài thi tự do                                             | Chương trình gala                                         |
| --------- | ---------------------------------- | --------------------------------------------------------- | --------------------------------------------------------- |
| 1987–1988 | - Sing Sing Sing của Benny Goodman | - Ballet Suite No.5 from The Bolt của Dmitri Shostakovich | - Story of my Life - Hungarian Rhapsody No. 2 Franz Liszt |

## Thành tích thi đấu
| Cuộc thi quốc tế                    | Cuộc thi quốc tế | Cuộc thi quốc tế | Cuộc thi quốc tế | Cuộc thi quốc tế | Cuộc thi quốc tế | Cuộc thi quốc tế | Cuộc thi quốc tế | Cuộc thi quốc tế | Cuộc thi quốc tế | Cuộc thi quốc tế | Cuộc thi quốc tế | Cuộc thi quốc tế |
| Giải đấu                            | 76–77            | 77–78            | 78–79            | 79–80            | 80–81            | 81–82            | 82–83            | 83–84            | 84–85            | 85–86            | 86–87            | 87–88            |
| ----------------------------------- | ---------------- | ---------------- | ---------------- | ---------------- | ---------------- | ---------------- | ---------------- | ---------------- | ---------------- | ---------------- | ---------------- | ---------------- |
| Olympics                            |                  |                  |                  |                  |                  |                  |                  | 2nd              |                  |                  |                  | 2nd              |
| Worlds                              |                  |                  |                  |                  | 6th              | 4th              | 3rd              | 2nd              | 2nd              | 2nd              | 1st              | 2nd              |
| Skate Canada                        |                  |                  |                  |                  | 6th              | 2nd              | 2nd              | 1st              | 1st              |                  |                  | 1st              |
| NHK Trophy                          |                  |                  |                  |                  |                  |                  |                  |                  | 2nd              | 2nd              |                  |                  |
| St. Ivel                            |                  |                  |                  |                  |                  | 1st              | 1st              |                  |                  | 1st              |                  |                  |
| Nebelhorn                           |                  |                  |                  |                  | 2nd              |                  |                  |                  |                  |                  |                  |                  |
| Vienna Cup                          |                  |                  |                  | 3rd              |                  |                  |                  |                  |                  |                  |                  |                  |
| St. Gervais                         |                  |                  |                  |                  | 1st              |                  |                  |                  |                  |                  |                  |                  |
| Novarat                             |                  |                  |                  |                  |                  |                  |                  |                  |                  |                  | 1st              |                  |
| Cuộc thi quốc tế: cấp độ thiếu niên |                  |                  |                  |                  |                  |                  |                  |                  |                  |                  |                  |                  |
| Junior Worlds                       |                  | 4th              |                  |                  |                  |                  |                  |                  |                  |                  |                  |                  |
| Cấp quốc gia                        |                  |                  |                  |                  |                  |                  |                  |                  |                  |                  |                  |                  |
| Canada                              | 1st N            | 3rd J            | 1st J            | 4th              | 1st              | 1st              | 1st              | 1st              | 1st              | 1st              | 1st              | 1st              |
| Levels: N = Novice; J = Junior      |                  |                  |                  |                  |                  |                  |                  |                  |                  |                  |                  |                  |